# Morgenausritt am Strand
Morgenausritt am Strand, niederländischer Name Morgenrit langs het strand, ist der Titel eines Gemäldes des niederländischen Malers Anton Mauve aus dem Jahr 1876. Das Bild im Stil der impressionistischen Haager Schule zeigt drei Reiter und eine Reiterin auf Pferden, die auf einem Sandweg in den Dünen von Scheveningen zum Strand reiten. Das Bild befindet sich in der Sammlung des Rijksmuseum Amsterdam.

## Bildbeschreibung
Das querformatige Landschaftsbild zeigt zwei Reiter und eine Reiterin auf Pferden, die auf einem Sandweg in den Dünen zum Strand reiten. Vor ihnen befindet sich ein vierter Reiter und am Strand stehen einige Badekarren.
Die drei Reiter bilden das zentrale Motiv des Bildes. Sie befinden sich im zentralen Bereich des Bildes und sind von hinten dargestellt. Alle Reiter tragen zeitgenössische Kleidung des gehobenen Bürgertums sowie entsprechende Hüte. Der äußere linke Reiter reitet ein weißes Pferd, einen Schimmel, und trägt einen braunen Anzug mit weißem Kragen sowie einen braunen Hut. Die in der Mitte reitende Frau befindet sich auf einem braunen Pferd (Fuchs), auf dem sie im Damensitz, also seitlich, sitzt. Sie trägt ein langes schwarzes Kleid und einen hohen schwarzen Damenhut. Ganz rechts reitet ein weiterer Mann in schwarzem Anzug mit weißem Kragen und einem hohen schwarzen Zylinder, sein Pferd ist dunkelbraun. Auch der etwas weiter vorn befindliche Reiter ist dunkel gekleidet und trägt einen Zylinder. Er reitet ebenfalls ein dunkles Pferd.
Alle Reiter folgen einem sandigen Strandweg, darauf befinden sich Wagenspuren und hinter den Pferden liegen mehrere Pferdeäpfel. In den Weg hinein reicht eine mit Dünengras bewachsene Düne, im Sand daneben wachsen weitere Grasbüschel. Im Hintergrund und damit in Blickrichtung der Reiter befinden sich der Sandstrand und das Meer. Auf dem Strand stehen mehrere weiße Badekutschen, und direkt an der Küstenlinie mehrere angedeutete Personen. Am unteren rechten Bildrand befindet sich die Signatur A. Mauve f. Eine Jahresbezeichnung ist nicht vorhanden, die bei Werken von Mauves Werken nach 1865 grundsätzlich selten erfolgte.
Als Besonderheit wird die „schillernde Variation des Lichts“ beschrieben, „das sich über die Leinwand ausbreitet und ein hohes Maß an Bewegung und Dynamik suggeriert“. Diese Lichtwirkung wurde besonders deutlich, nachdem das Bild in den 2000er Jahren restauriert und der gelbliche Firnis entfernt wurde. Auch die Pferdeäpfel wurden dabei wieder freigelegt, da ein früherer Besitzer des Werks diese „offenbar für unanständig“ hielt und übermalen ließ.

## Hintergrund und Einordnung
Das Bild entstand zu einer Zeit, als Anton Mauve sich als Maler in Den Haag niedergelassen hatte. Im selben Jahr war er mit Willem Maris und Hendrik Willem Mesdag Mitgründer der Hollandsche Teeken-Maatschappij (deutsch: „Holländische Zeichengesellschaft“) und etablierte sich als Künstler der Haager Schule. Mauve hatte sich als Maler von Tierdarstellungen, vor allem von Kühen und Schafen, etabliert, und auch Pferde- und Reiterdarstellungen kamen in seinem Werk häufiger vor. Laut Jolanda Oosterheert besuchte Mauve vor allem die Dünenlandschaften um Scheveningen häufig und stellte sie und den Strand auch in einzelnen Bildern dar.

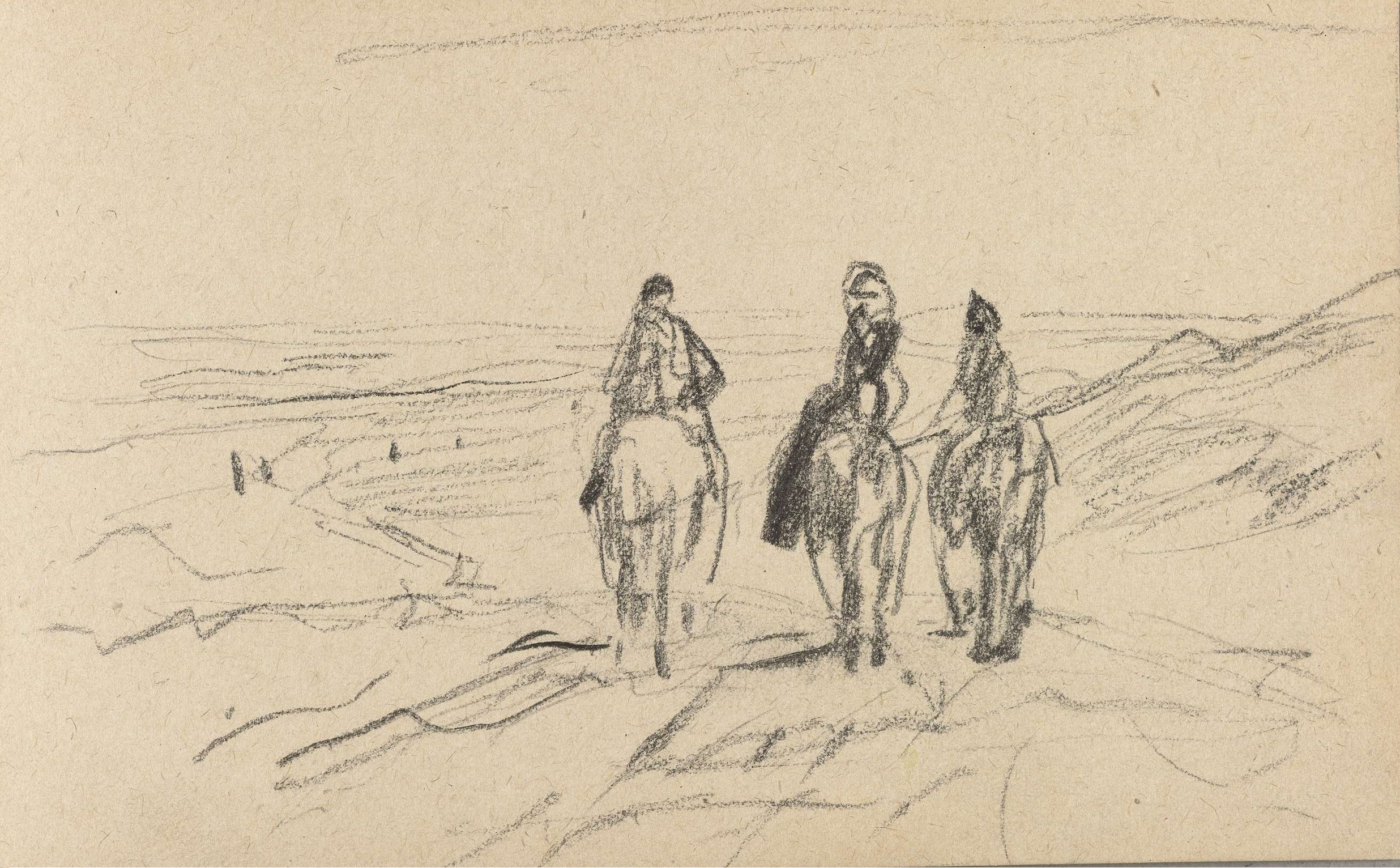
Rit langs Scheveningse strand, Vorstudie zum Gemälde, 1875/76

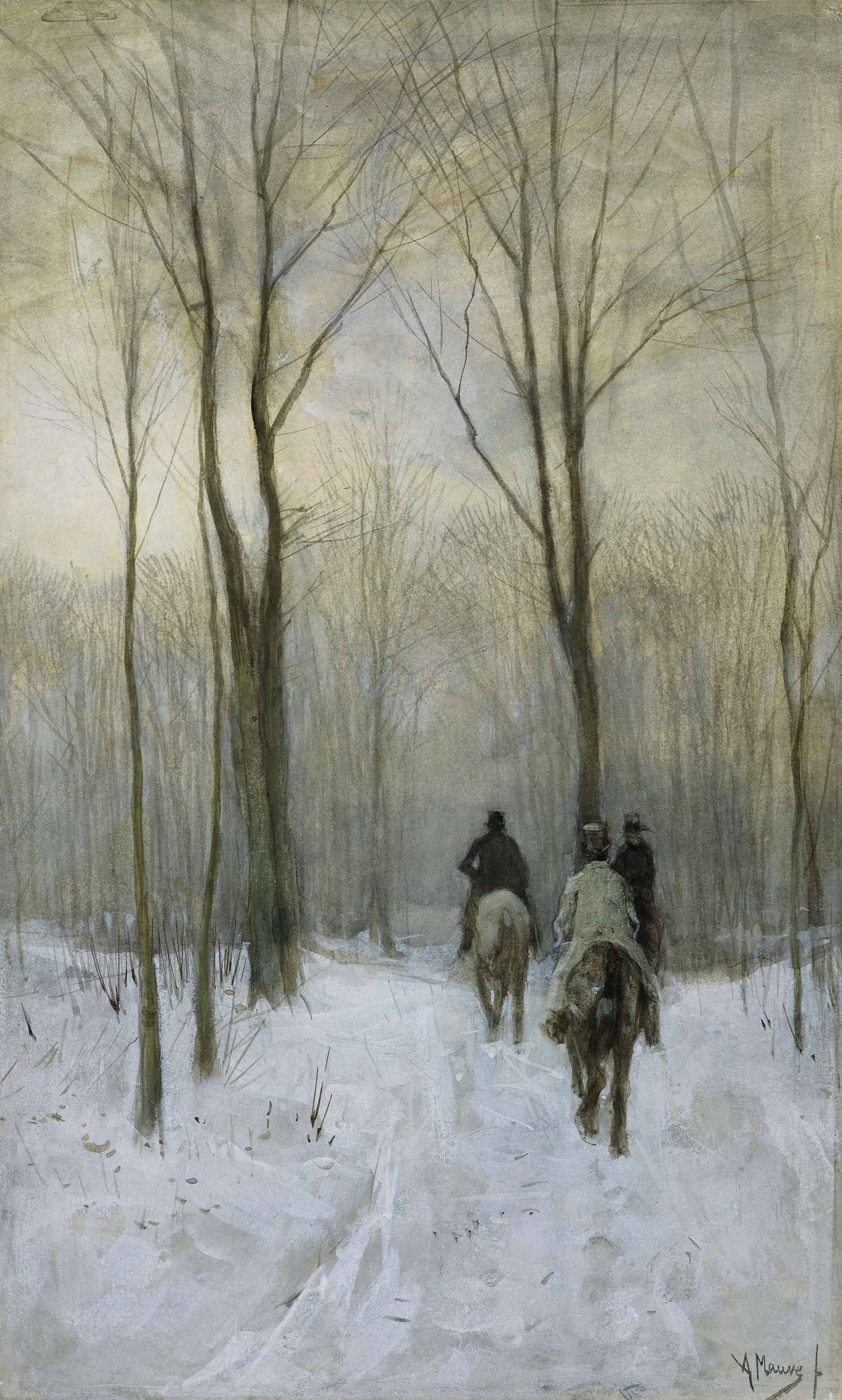
Ruiters in de sneeuw in het Haagse Bos, 1880

Anton Mauve identifizierte die Motive für seine Arbeiten in der Regel bei Spaziergängen und hielt sie als grobe Skizzen fest, die er dann kurz darauf im Atelier als Aquarell oder Ölgemälde ausführte. Auch für den Morgenausritt am Strand liegen zwei entsprechende Zeichnungen von Reitern am Strand und den Übergang der Düne in den Strand von Scheveningen vor, die von Mauve verwendet wurden. Das Bild selbst entstand dann später im Atelier, wobei es unter anderem durch die Darstellung der Pferdeäpfel auf dem Sandweg den Eindruck eines spontan entstandenen Bildes erhalten sollte.

## Provenienz und Ausstellungen
Das Bild befindet sich in der Sammlung des Rijksmuseum Amsterdam und ist eine Schenkung von Jean Charles Joseph Drucker und dessen Frau Maria Lydia Drucker-Fraser aus Montreux. Sie stellten dem Museum das Bild bereits von 1927 bis 1944 als Leihgabe zur Verfügung; nach dem Tod der beiden im August 1944 wurde es dem Rijksmuseum zusammen mit 71 weiteren Gemälden vererbt.
Von Juli bis Oktober 2023 war das Bild Bestandteil der Ausstellung Wolken und Licht. Impressionismus in Holland im Museum Barberini in Potsdam.

## Belege
1. 1 2  „Anthonij Mauve: Reiter im Schnee im Haager Wald, 1879/80“ In: Wiebke Loos, Robert Jan te Rijdt, Marjan van Heteren: Niederländische Landschaftsmaler. Meisterwerke des 18. und 19. Jahrhunderts. Katalog zur Ausstellung „Lands velden en wegen – De verbleeding van het landschap in de 18 en 19de eeuw“, Rijksmuseum Amsterdam vom 18. November bis 3. März 1998, Rijksmuseum Amsterdam. Wissenschaftliche Buchgesellschaft Darmstadt, Rijksmuseum Amsterdam 1997; S. 284–285.
2. 1 2  Anton Mauve: Morning Ride on the Beach (1876), The World According to Art, offizieller Blog eds Rijksmuseum Amsterdam, 22. November 2010; abgerufen am 27. August 2023.
3. ↑  „Anthonij (Anton) Mauve“ In: Wiebke Loos, Robert Jan te Rijdt, Marjan van Heteren: Niederländische Landschaftsmaler. Meisterwerke des 18. und 19. Jahrhunderts. Katalog zur Ausstellung „Lands velden en wegen – De verbleeding van het landschap in de 18 en 19de eeuw“, Rijksmuseum Amsterdam vom 18. November bis 3. März 1998, Rijksmuseum Amsterdam. Wissenschaftliche Buchgesellschaft Darmstadt, Rijksmuseum Amsterdam 1997; S. 368–369.
4. ↑  „Mauve, Anton“ In: Ortrud Westheider, Michael Philipp, Daniel Zamani (hrsg.): Clouds and Light. Impressionism in Holland Katalog zur gleichnamigen Ausstellung, Museum Barberini 2023, Prestel, ISBN 978-3-7913-7998-2; S. 290.
5. 1 2  Morning Ride along the Beach, Anton Mauve, 1876 auf der Seite des Rijksmuseum Amsterdam; abgerufen am 26. August 2023.
6. 1 2  Jolanda Oosterheert: Anton Mauve: Morgenritt am Strand. In: Jenny Reynaerts (Hrsg.): Der weite Blick. Landschaften der Haager Schule aus dem Rijksmuseum. Hatje Cantz / Rijksmuseum Amsterdam 2008., ISBN 978-3-7757-2270-4; S. 228–229.
7. ↑  Wolken und Licht. Impressionismus in Holland. Ortrud Westheider, Michael Philipp, Daniel Zamani (Hrsg.), Ausstellungs-Katalog Museum Barberini, Potsdam, 8.7.–22.10.2023. Prestel Verlag, München 2023, ISBN 978-3-7913-7998-2.